# Селбивил (Делавер)
Селбивил (енгл. Selbyville) град је у Округу Сасекс у америчкој савезној држави Делавер. По попису становништва из 2010. у њему је живело 2.167 становника

## Демографија
| Група             | 2000.         | 2010.         |
| Белци             | 1.023 (62,2%) | 1.347 (62,2%) |
| Афроамериканци    | 253 (15,4%)   | 239 (11,0%)   |
| Азијати           | 12 (0,7%)     | 43 (2,0%)     |
| Хиспаноамериканци | 347 (21,1%)   | 523 (24,1%)   |
| Укупно            | 1.645         | 2.167         |